# Heyne-Anthologien
Die Heyne-Anthologien war eine 62 Bände umfassende Reihe belletristischer Anthologien verschiedener Genres, von denen 12 SF-Bände waren. Es befanden sich auch direkte bzw. teilweise Übersetzungen englischsprachiger Anthologien darunter. Sie erschienen von 1963 bis 1979 im Wilhelm Heyne Verlag.

## Ausgaben

### Band 1 – Ellery Queen (Hrsg.):13 Kriminal Stories– 1963
Erste Folge. Deutsche Ausgabe von Ellery Queen’s Anthology 4 (1963). Übersetzt von Hans P. Thomas.
| Deutscher Titel                    | Originaltitels                                       | Jahr | Autor               |
| ---------------------------------- | ---------------------------------------------------- | ---- | ------------------- |
| Der Doppelgänger                   | Help Wanted, Male                                    | 1945 | Rex Stout           |
| Die y-förmige Narbe                | The Y-Shaped Scar                                    | 1939 | Rufus King          |
| Cop Calhouns dienstfreie Nacht     | The Night Calhoun Was Off Duty                       | 1938 | Thomas Walsh        |
| Ein Fall für kluge Leute           | A Matter of Scholarship                              | 1955 | Anthony Boucher     |
| Mord beim Golfturnier              | Murder Plays Through                                 | 1952 | Hugh Pentecost      |
| Der weise Schamane                 | The Master of Mystery                                | 1902 | Jack London         |
| Der Anfänger                       | Sparrow Cop                                          | 1933 | MacKinlay Kantor    |
| Die drei Witwen                    | The Three Widows (auch: Murder Without Clues)        | 1950 | Ellery Queen        |
| Die Hecke                          | The Hedge Between (auch: Meredith’s Murder)          | 1953 | Charlotte Armstrong |
| Der Mann mit den grünen Scheinchen | The Green Goods Man (auch: The Very Green Goods Man) | 1932 | Leslie Charteris    |
| Die Sterbeurkunde                  | Death Certificate                                    | 1947 | George Harmon Coxe  |
| Immer diese ganz Schlauen          | I Always Get the Cuties                              | 1954 | John D. MacDonald   |
| Das verschlossene Zimmer           | The Locked Room                                      | 1940 | John Dickson Carr   |
| DNB 456532285                      |                                                      |      |                     |

### Band 2 – Anthony Boucher (Hrsg.):20 Science Fiction Stories– 1963
Deutscher Auswahlband aus den Bänden 4 (1955), 5 (1956) und 6 (1957) von Anthony Bouchers  US-amerikanischer Anthologienreihe The Best from Fantasy and Science Fiction. Übersetzt von Charlotte Winheller.
| Deutscher Titel           | Originaltitels            | Jahr | Autor                          |
| ------------------------- | ------------------------- | ---- | ------------------------------ |
| Vorwort                   |                           | 1963 | Charlotte Winheller            |
| Bestseller                | The Cosmic Charge Account | 1956 | C. M. Kornbluth                |
| Die Volkszähler           | The Census Takers         | 1956 | Frederik Pohl                  |
| Geliebtes Fahrenheit      | Fondly Fahrenheit         | 1954 | Alfred Bester                  |
| Es folgen die Nachrichten | And Now the News …        | 1964 | Theodore Sturgeon              |
| $ 1.98                    | $ 1.98                    | 1954 | Arthur Porges                  |
| Das letzte Wort           | The Last Word             | 1955 | Charles Beaumont & Chad Oliver |
| Seine Majestät der König  | This Earth of Majesty     | 1955 | Arthur C. Clarke               |
| Mondglocken               | The Singing Bell          | 1955 | Isaac Asimov                   |
| Modell zum Überleben      | Pattern for Survival      | 1955 | Richard Matheson               |
| Icarus Montgolfier Wright | Icarus Montgolfier Wright | 1956 | Ray Bradbury                   |
| Der Kontorist             | The Accountant            | 1954 | Robert Sheckley                |
| Unsichtbar                | The Vanishing American    | 1955 | Charles Beaumont               |
| Zuflucht                  | Sanctuary                 | 1954 | Daniel F. Galouye              |
| Das stört mich nicht      | I Don’t Mind              | 1956 | Ron Smith                      |
| Der Mann, der zu früh kam | The Man Who Came Early    | 1956 | Poul Anderson                  |
| Das Gesetz der Asa        | The Asa Rule              | 1956 | Jay Williams                   |
| Das Geburtstagsgeschenk   | The Last Present          | 1956 | Will Stanton                   |
| Sehnsucht                 | Botany Bay                | 1955 | P. M. Hubbard                  |
| Die rechtmäßigen Erben    | Heirs Apparent            | 1954 | Robert Abernathy               |
| Trugwelt                  | The Shoddy Lands          | 1956 | C. S. Lewis                    |
| DNB 458920096             |                           |      |                                |

### Band 3 –S. Omar Barker&The Saturday Evening Post(Hrsg.):21 Western Stories– 1963
Übersetzt von Jutta Leder & Hans P. Thomas.
- DNB 458633143

### Band 4 – Ellery Queen (Hrsg.):13 Kriminal Stories– 1964
Zweite Folge. Übersetzt von Günther Hehemann.
- DNB 366472399

### Band 5 – Anthony Boucher (Hrsg.):16 Science Fiction Stories– 1964
Deutscher Auswahlband aus den Bänden 7 (1958), 9 (1960) und 10 (1961) von Anthony Bouchers US-amerikanischer Anthologienreihe The Best from Fantasy and Science Fiction. Übersetzt von Charlotte Winheller.
| Deutscher Titel                                 | Originaltitel                         | Jahr | Autor                |
| ----------------------------------------------- | ------------------------------------- | ---- | -------------------- |
| Vorwort                                         |                                       | 1964 | Charlotte Winheller  |
| Blick ins All                                   | A Different Purpose                   | 1958 | Kem Bennett          |
| Der Märtyrer                                    | The Martyr                            | 1960 | Poul Anderson        |
| Rettung                                         | Rescue                                | 1957 | G. C. Edmondson      |
| Wer bin ich?                                    | „All You Zombies …“                   | 1959 | Robert A. Heinlein   |
| Sterben ist nicht leicht                        | Casey Agonistes                       | 1958 | R. M. McKenna        |
| Geplantes Risiko                                | Between the Thunder and the Sun       | 1957 | Chad Oliver          |
| Der große Treck                                 | The Big Trek                          | 1957 | Fritz Leiber         |
| Ein Loch in der Zeit…                           | A Loint of Paw                        | 1957 | Isaac Asimov         |
| Blumen für Algernon                             | Flowers for Algernon                  | 1959 | Daniel Keyes         |
| Ausgleich?                                      | Interbalance                          | 1960 | Katherine MacLean    |
| Ein Herz und eine Seele…                        | Soul Mate                             | 1959 | Lee Sutton           |
| Die tragische Niederschrift eines Verschollenen | MS. Found in a Chinese Fortune Cookie | 1957 | C. M. Kornbluth      |
| Der Pi-Mann                                     | The Pi Man                            | 1959 | Alfred Bester        |
| Verlorene See                                   | The Man Who Lost the Sea              | 1959 | Theodore Sturgeon    |
| Wo du auch hingehst                             | No Matter Where You Go                | 1959 | Joel Townsley Rogers |
| Der Käfig                                       | Warrior Race                          | 1957 | Bertram Chandler     |
| DNB 368202119                                   |                                       |      |                      |

### Band 6 – Robert Bloch:15 Grusel Stories– 1964
Anthologie der besten Horror-Geschichten von Robert Bloch. Deutsche Originalzusammenstellung. Übersetzt von Christiane Nogly.
| Deutscher Titel                     | Originaltitel                 | Jahr | Autor        |
| ----------------------------------- | ----------------------------- | ---- | ------------ |
| Einführung in die Alpträume (Essay) | An Introduction to Nightmares | 1964 | Robert Bloch |
| Der Zauberlehrling                  | The Sorcerer’s Apprentice     | 1949 | Robert Bloch |
| Das unersättliche Haus              | The Hungry House              | 1951 | Robert Bloch |
| Ich küsse deinen Schatten           | I Kiss Your Shadow            | 1956 | Robert Bloch |
| Ihr sehr ergebener Jack the Ripper  | Yours Truly, Jack the Ripper  | 1943 | Robert Bloch |
| Mr. Steinway                        | Mr. Steinway                  | 1954 | Robert Bloch |
| Wachsfigurenkabinett                | Waxworks                      | 1939 | Robert Bloch |
| Der zuständige Geist                | The Proper Spirit             | 1957 | Robert Bloch |
| Die süße Puppe                      | Sweets to the Sweet           | 1947 | Robert Bloch |
| Henoch, der Eingeweihte             | Enoch                         | 1946 | Robert Bloch |
| Rückkehr zum Sabbat                 | Return to the Sabbath         | 1938 | Robert Bloch |
| Der Gott ohne Gesicht               | The Faceless God              | 1936 | Robert Bloch |
| Die Axt im Spukhaus                 | House of the Hatchet          | 1941 | Robert Bloch |
| Mutter der Schlangen                | Mother of Serpents            | 1936 | Robert Bloch |
| Das Zeichen des Satyrs              | The Seal of the Satyr         | 1939 | Robert Bloch |
| Die Käfer                           | Beetles                       | 1938 | Robert Bloch |
| DNB 450500578                       |                               |      |              |

### Band 8 – Martin Greenberg (Hrsg.):8 Science Fiction Stories– 1964
Deutsche Ausgabe von Martin Greenbergs Anthologie Journey to Infinity (1951), um vier Geschichten gekürzt.
| Deutscher Titel        | Originaltitel           | Jahr | Autor                              |
| ---------------------- | ----------------------- | ---- | ---------------------------------- |
| Vorwort                |                         | 1964 | Helmuth W. Mommers & Hubert Straßl |
| Einleitung             | Introduction            | 1951 | Fletcher Pratt                     |
| An dich, den Phönix    | Letter to a Phoenix     | 1949 | Fredric Brown                      |
| Einigkeit über alles   | Unite and Conquer       | 1948 | Theodore Sturgeon                  |
| Zusammenbruch          | Breakdown               | 1942 | Jack Williamson                    |
| Ferne Saat             | Dance of a New World    | 1948 | John D. MacDonald                  |
| Mutter Erde            | Mother Earth            | 1949 | Isaac Asimov                       |
| Kein Licht am Horizont | There Shall Be Darkness | 1942 | C. L. Moore                        |
| Tabu                   | Taboo                   | 1944 | Fritz Leiber                       |
| Metamorphose           | Metamorphosite          | 1946 | Eric Frank Russell                 |

### Band 11 – Helmuth W. Mommers & Arnulf D. Krauß (Hrsg.):10 Science Fiction Kriminal-Stories– 1965
Eine Anthologie vom Verbrechen in der Zukunft.
| Deutscher Titel                   | Originaltitel                  | Jahr | Autor                                       |
| --------------------------------- | ------------------------------ | ---- | ------------------------------------------- |
| Vorwort                           |                                | 1965 | Helmuth W. Mommers & Arnulf D. Krauß        |
| Der letzte Zeuge                  | The Undetected                 | 1951 | Eric Frank Russell                          |
| So überaus perfekt                | The Undetected                 | 1959 | George O. Smith                             |
| Den Rächer auf den Fersen         | Two-Handed Engine              | 1955 | Lewis Padgett (Henry Kuttner & C. L. Moore) |
| Mutter Fettchens kleene Kettchens | Mother Hitton’s Littul Kittons | 1961 | Cordwainer Smith                            |
| Die eiserne Tugend                | The Seven Deadly Virtues       | 1958 | Frederik Pohl                               |
| Spürauge                          | Private Eye                    | 1949 | Henry Kuttner & C. L. Moore                 |
| Der Formbare                      | The Pliable                    | 1956 | Daniel F. Galouye                           |
| Wenn trügerisch Besuch kommt      |                                | 1965 | H. W. Mommers & Ernst Vlcek                 |
| Dort, wo es sich nicht lohnt      | No Place for Crime             | 1959 | J. T. McIntosh                              |
| Und Judas tanzte…                 | Judas Danced                   | 1958 | Brian W. Aldiss                             |

### Band 12 – H. P. Lovecraft:12 Grusel Stories– 1965
Die besten Horrorgeschichten von H. P. Lovecraft, dem Meister der Gänsehaut und des Makabren.
Deutsche Ausgabe von: August Derleth (Hrsg.) – The Dunwich Horror and Others (1963), um vier Geschichten gekürzt.
| Deutscher Titel                       | Originaltitel                | Jahr | Autor           |
| ------------------------------------- | ---------------------------- | ---- | --------------- |
| H. P. Lovecraft und sein Werk (Essay) | H. P. Lovecraft and His Work | 1963 | August Derleth  |
| In der Gruft                          | In the Vault                 | 1925 | H. P. Lovecraft |
| Pickmans Modell                       | Pickman's Model              | 1927 | H. P. Lovecraft |
| Die Farbe aus dem All                 | The Colour Out of Space      | 1927 | H. P. Lovecraft |
| Der dunkle Alptraum                   | The Haunter of the Dark      | 1936 | H. P. Lovecraft |
| Das Bild in dem Haus                  | The Picture in the House     | 1919 | H. P. Lovecraft |
| Der Schrecken von Dunwich             | The Dunwich Horror           | 1929 | H. P. Lovecraft |
| Kühle Luft                            | Cool Air                     | 1928 | H. P. Lovecraft |
| Das Flüstern im Dunkeln               | The Whisperer in Darkness    | 1931 | H. P. Lovecraft |
| Der schreckliche Alte                 | The Terrible Old Man         | 1921 | H. P. Lovecraft |
| Das Ding auf der Schwelle             | The Thing on the Doorstep    | 1937 | H. P. Lovecraft |
| Der Schatten über Innsmouth           | The Shadow Over Innsmouth    | 1936 | H. P. Lovecraft |
| Der Außenseite                        | The Outsider                 | 1926 | H. P. Lovecraft |

### Band 14 – Walter Ernsting (Hrsg.):9 Science Fiction Stories– 1965
Auswahl aus dem Science-Fiction-Magazin Galaxy.
| Deutscher Titel          | Originaltitel           | Jahr | Autor                                |
| ------------------------ | ----------------------- | ---- | ------------------------------------ |
| Vorwort                  |                         | 1965 | Walter Ernsting & Helmuth W. Mommers |
| Problem Luna             | Strange Bedfellows      | 1964 | Poul Anderson                        |
| Sternenbaby              | Star-Crossed Lover      | 1962 | William W. Stuart                    |
| Gourmet                  | Gourmet                 | 1962 | Allen Kim Lang                       |
| Richtspruch über Terra   | A Planet for Plundering | 1962 | Jack Williamson                      |
| Das Erwachen             | The Awakening           | 1964 | Jack Sharkey                         |
| Wenn man ein Blobel ist… | Oh, to Be a Blobel!     | 1964 | Philip K. Dick                       |
| Die Ersatz-Mannschaft    | Homey Atmosphere        | 1961 | Daniel F. Galouye                    |
| Die Saat der Erde        | The Seed of Earth       | 1962 | Robert Silverberg                    |
| Mondhund                 | Dog Star                | 1962 | Arthur C. Clarke                     |

### Band 15 – Ernest Haycox:12 Western Stories– 1966
Die große Ernest-Haycox-Anthologie. Deutsche Originalzusammenstellung.
| Deutscher Titel               | Originaltitel              | Jahr | Autor         |
| ----------------------------- | -------------------------- | ---- | ------------- |
| Der Mann aus Montana          | The Man from Montana       | 1927 | Ernest-Haycox |
| Das Gesetz der Banditen       | Renegade Law               | 1929 | Ernest-Haycox |
| Er kam auf einen Drink        | An Evening’s Entertainment | 1931 | Ernest-Haycox |
| Falscher Stolz                | Pride                      | 1934 | Ernest-Haycox |
| Die Falle                     | Ambushed                   | 1927 | Ernest-Haycox |
| Rache nimmt ein anderer       | Ride the River             | 1934 | Ernest-Haycox |
| Ein Mann mit Vergangenheit    | Man With a Past            |      | Ernest-Haycox |
| Ausgestoßen                   | The Outcast                |      | Ernest-Haycox |
| Eine Chance entscheidet       | Odd Change                 | 1933 | Ernest-Haycox |
| In Quean County war er Gesetz | Rimrock and Rattlesnakes   | 1926 | Ernest-Haycox |
| Der Doktor aus dem Osten      | Gentlemen Stand Together   | 1936 | Ernest-Haycox |
| Der einsame Reiter            | Hang Up My Gun             | 1932 | Ernest-Haycox |

### Band 16 – Helmuth W. Mommers & Arnulf D. Krauß (Hrsg.):22 Horror Stories– 1966
Schock, Schauer, Schrecken.
| Deutscher Titel               | Originaltitel                      | Jahr | Autor                                |
| ----------------------------- | ---------------------------------- | ---- | ------------------------------------ |
| Vorwort                       |                                    | 1966 | Helmuth W. Mommers & Arnulf D. Krauß |
| Biancas Hände                 | Bianca’s Hands                     | 1947 | Theodore Sturgeon                    |
| Der Kleine-Mädchen-Fresser    | The Little Girl Eater              | 1963 | Septimus Dale                        |
| Verschwörung gegen Mr. Jasper | Legion of Plotters                 | 1953 | Richard Matheson                     |
| Der Hunger                    | The Hunger                         | 1955 | Charles Beaumont                     |
| Der Fleischer                 | Butcher                            | 1966 | Richard S. Prather                   |
| Lucy und ich                  | Lucy Comes to Stay                 | 1952 | Tarleton Fiske                       |
| Späte Liebe                   | Second Honeymoon                   | 1961 | Richard Deming                       |
| Schizo-Jimmy                  | Schizo Jimmie                      | 1960 | Fritz Leiber                         |
| Die Ratten in den Mauern      | The Rats in the Walls              | 1924 | H. P. Lovecraft                      |
| Hinter der gelben Tür         | Behind the Yellow Door             | 1934 | Flavia Richardson                    |
| Baby                          | The Small Assassin                 | 1946 | Ray Bradbury                         |
| Arbeit im Keller              | De mortuis                         | 1942 | John Collier                         |
| Die häßliche Susie            | The Gloating Place                 | 1959 | Robert Bloch                         |
| Das Haus des Schreckens       | The House of Horror                | 1926 | Seabury Quinn                        |
| Grabräuber                    | The Graveyard Rats                 | 1936 | Henry Kuttner                        |
| Kandidaten für Block B        | The Importance of Remaining Ernest | 1936 | M. S. Waddell                        |
| Jizzles Modelle               | Jizzle                             | 1949 | John Wyndham                         |
| Der Ohrwurm                   | Boomerang                          | 1931 | Oscar Cook                           |
| Fahrt bei Nacht               | Night Drive                        | 1950 | Will F. Jenkins                      |
| Wolfsrachen                   |                                    | 1966 | H. W. Mommers & Ernst Vlcek          |
| Der Sammler                   | Dulcie                             | 1953 | Hugh Reid                            |
| Miß Gentilbelle               | Miss Gentilbelle                   | 1957 | Charles Beaumont                     |

### Band 17 – Helmuth W. Mommers & Arnulf D. Krauß (Hrsg.):7 Science Fiction Stories– 1966
Anthologie der Berühmten.
| Deutscher Titel                           | Originaltitel        | Jahr | Autor                                      |
| ----------------------------------------- | -------------------- | ---- | ------------------------------------------ |
| Vorwort                                   |                      | 1966 | Helmuth W. Mommers & Arnulf D. Krauß       |
| Ruhe ist die erste Bürgerpflicht          | The Haunted Future   | 1959 | Fritz Leiber                               |
| Das Mädchen mit den vier Persönlichkeiten | Rub-a-Dub            | 1961 | Daniel F. Galouye                          |
| Der Androide                              | Android              | 1951 | Henry Kuttner (mit C. L. Moore, ungenannt) |
| Die Friedensbringer                       | Design for Great-Day | 1953 | Eric Frank Russell                         |
| Der Ungeborene                            | Psyclops             | 1956 | Brian W. Aldiss                            |
| Achtung, Supermann!                       | The Silkie           | 1964 | A. E. van Vogt                             |
| Und Finsternis wird kommen…               | Nightfall            | 1941 | Isaac Asimov                               |

### Band 20 – Helmuth W. Mommers & Arnulf D. Krauß (Hrsg.):7 Science Fiction Stories– 1966
Anthologie der Berühmten, 2. Folge.
| Deutscher Titel                    | Originaltitel                     | Jahr | Autor                                |
| ---------------------------------- | --------------------------------- | ---- | ------------------------------------ |
| Vorwort                            |                                   | 1965 | Helmuth W. Mommers & Arnulf D. Krauß |
| Eldorado der Milchstraße           | Immigrant                         | 1954 | Clifford D. Simak                    |
| Die Achttagemenschen               | Frost and Fire                    | 1946 | Ray Bradbury                         |
| Abigail, die kleine Hexe           | The Reluctant Witch               | 1953 | James E. Gunn                        |
| Die armen Reichen                  | The Midas Plague                  | 1954 | Frederik Pohl                        |
| Der Strafplanet                    | The Education of Drusilla Strange | 1954 | Theodore Sturgeon                    |
| Es geschah in der Nacht des Lichts | The Night of Light                | 1957 | Philip José Farmer                   |
| Vor Zeitreisen wird gewarnt        | Hobson’s Choice                   | 1952 | Alfred Bester                        |

### Band 21 – Helmuth W. Mommers & Arnulf D. Krauß (Hrsg.):21 Grusel Stories– 1967
Ein Menü aus Alpträumen.
| Deutscher Titel                 | Originaltitel                    | Jahr | Autor                                        |
| ------------------------------- | -------------------------------- | ---- | -------------------------------------------- |
| Der Schädel des Marquis         | The Skull of the Marquis de Sade | 1945 | Robert Bloch                                 |
| Wölfe weinen nicht              | Wolves Don’t Cry                 | 1954 | Bruce Elliott                                |
| Einmal hat der Traum ein Ende   | Perchance to Dream               | 1958 | Charles Beaumont                             |
| Das gefräßige Monstrum          | Slime                            | 1953 | Joseph Payne Brennan                         |
| Die Henshawe-Vampire            | Masquerade                       | 1942 | Henry Kuttner                                |
| Wir, die Schaufensterpuppen     | Evening Primrose                 | 1937 | John Collier                                 |
| Die Hexe, die aus dem Nebel kam | The Witch in the Fog             | 1938 | Harry Altshuler                              |
| Gesellschaft der Frösche        | The Pond                         | 1949 | Nigel Kneale                                 |
| Die Lügengesichter              | Doll for the End of the Day      | 1965 | David R. Bunch                               |
| Das Museum des Schreckens       | The Horror in the Museum         | 1933 | Hazel Heald (mit H. P. Lovecraft, ungenannt) |
| Die Bestie auf der Pirsch       | The Kill                         | 1931 | Peter Fleming                                |
| Hexen-Einmaleins                | The Final Ingredient             | 1960 | Jack Sharkey                                 |
| Das Meeresungeheuer             | The Ocean Leech                  | 1925 | Frank Belknap Long                           |
| Jenseits des Flusses            | Over The River                   | 1941 | P. Schuyler Miller                           |
| Augen                           |                                  | 1966 | Helmuth W. Mommers                           |
| Auf Spinnenart                  | More Spinned Against             | 1953 | John Wyndham                                 |
| Es                              | It                               | 1940 | Theodore Sturgeon                            |
| Der Kode der Grillen            | Crickets                         | 1960 | Richard Matheson                             |
| Die Augen der Mumie             | The Eyes of the Mummy            | 1938 | Tarleton Fiske                               |
| Der Dämon der Stadt             | The Hound                        | 1942 | Fritz Leiber                                 |
| Das Skelett des Mr. Harris      | Skeleton                         | 1945 | Ray Bradbury                                 |
| DNB 456525203                   |                                  |      |                                              |

### Band 23 – Helmuth W. Mommers & Arnulf D. Krauß (Hrsg.):8 Science Fiction Stories– 1967
Anthologie der Berühmten, 3. Folge.
| Deutscher Titel                 | Originaltitel         | Jahr | Autor                                |
| ------------------------------- | --------------------- | ---- | ------------------------------------ |
| Vorwort                         |                       | 1967 | Helmuth W. Mommers & Arnulf D. Krauß |
| Der dritte Mai                  | The Real People       | 1953 | Algis Budrys                         |
| Der Bunker                      | Foster, You’re Dead   | 1955 | Philip K. Dick                       |
| Gehe hin zur Ameise             | Consider Her Ways     | 1956 | John Wyndham                         |
| Infiziert                       | Carrier               | 1954 | Robert Sheckley                      |
| Der Senator und der Tod         | Death and the Senator | 1961 | Arthur C. Clarke                     |
| Zwischen Zeit und Unendlichkeit | Common Time           | 1953 | James Blish                          |
| Was ist der Mensch?             | Jerry Was a Man       | 1947 | Robert A. Heinlein                   |
| Der Schauspieler                | The Darfsteller       | 1955 | Walter M. Miller, Jr.                |

### Band 26 – Helmuth W. Mommers & Arnulf D. Krauß (Hrsg.):22 Horror Stories– 1967
Eine Anthologie der besten Grusel-Geschichten aus aller Welt.
| Deutscher Titel                | Originaltitel                | Jahr | Autor              |
| ------------------------------ | ---------------------------- | ---- | ------------------ |
| Ausflug in die Höhle des Löwen | Into the Lion’s Den          | 1956 | William F. Nolan   |
| Es gibt keine Vampire          | No Such Thing As a Vampire   | 1959 | Richard Matheson   |
| Heute heiße ich Anna           | My Little Man                | 1965 | Abraham Ridley     |
| Der Mörder von Zweibergen      | Taboo                        | 1939 | Geoffrey Household |
| Muskatnuß gibt die Würze       | The Touch of Nutmeg Makes It | 1941 | John Collier       |
| Angst                          | Fear in the Night            | 1952 | Robert Sheckley    |
| Die Sünderin                   | The Unforgiven               | 1965 | Septimus Dale      |
| Farben                         | A Real Need                  | 1965 | William Sansom     |
| Fette, alte Rosie…             | Rosie                        | ?    | W. Martin          |
| Der Einsame                    | The Whole Town’s Sleeping    | 1950 | Ray Bradbury       |
| Stirb, Maestro!                | Die, Maestro, Die!           | 1949 | Theodore Sturgeon  |
| Verbrecher aus Langeweile      | The New People               | 1958 | Charles Beaumont   |
| Mensch ohne Ego                | All the Sounds of Fear       | 1962 | Harlan Ellison     |
| Herr Stift nimmt Gift…         | Rhyme Never Pays             | 1957 | Robert Bloch       |
| Die Wette                      | Side Bet                     | 1937 | Will F. Jenkins    |
| Die Wahl der Waffen            | Choice of Weapons            | 1964 | Robert Aickman     |
| Der posthypnotische Befehl     |                              | 1967 | Ray Cardwell       |
| In den Katakomben von Wien     | Preyin’ to Satan             | ?    | Hogarth Brown      |
| Geistesgestört                 | State of Mind                | 1965 | E. C. Tubb         |
| Mord in Raten                  | Piecemeal                    | 1929 | Oscar Cook         |
| Menschenhaut                   | Man Skin                     | 1965 | M. S. Waddell      |
| Das Meisterstück               | The Masterpiece              | 1960 | Tarleton Fiske     |

### Band 27 –G. M. Schelwokat(Hrsg.):7 Werwolf Stories– 1968
| Deutscher Titel           | Originaltitel              | Jahr | Autor                 |
| ------------------------- | -------------------------- | ---- | --------------------- |
| Professor Wolf            | The Compleat Werewolf      | 1942 | Anthony Boucher       |
| Schwarzes Blut            | The New Member             | 1968 | Regina Lysonek        |
| Herrscher der Nacht       | The Night Shift            | 1953 | Frank M. Robinson     |
| Wenn die Wolfsblume blüht | There Shall Be No Darkness | 1950 | James Blish           |
| Eine Frau wie Lisa        | The Man Who Cried „Wolf!“  | 1945 | Robert Bloch          |
| Rückkehr vom Sirius       |                            | 1968 | Ernst Vlcek           |
| Das Geschöpf der Wildnis  | The Wild One               | 1960 | Marion Zimmer Bradley |

### Band 30 – H. W. Mommers & A. D. Krauß (Hrsg.):9 Science Fiction Stories– 1969
Anthologie der Berühmten, 4. Folge
| Deutscher Titel                 | Originaltitel           | Jahr | Autor              |
| ------------------------------- | ----------------------- | ---- | ------------------ |
| Kampf gegen die Unsterblichkeit | Second Childhood        | 1951 | Clifford D. Simak  |
| Der perfekte Roboter            | Galley Slave            | 1957 | Isaac Asimov       |
| Zeigt mir einen Stern!          | Blind Lightning         | 1967 | Harlan Ellison     |
| Die Weissagung des Abba-Dingo   | Alpha Ralpha Boulevard  | 1961 | Cordwainer Smith   |
| Baby ist drei                   | Baby Is Three           | 1952 | Theodore Sturgeon  |
| Der Sicherheitsfaktor           | Space Is a Lonely Place | 1957 | James E. Gunn      |
| Der Elektra-Komplex             | Child by Chronos        | 1953 | Charles L. Harness |
| Das Land der Masken             | The Moon Moth           | 1961 | Jack Vance         |
| Den Finger am Drücker           | Triggerman              | 1958 | J. F. Bone         |

### Band 32 – Harlan Ellison (Hrsg.):15 Science Fiction-Stories– 1970
Deutsche Ausgabe von Dangerous Visions (1967), einer Anthologie vorher unveröfftlicher Kurzgeschichten, Teil 1.
| Deutscher Titel             | Originaltitel                                    | Jahr | Autor               |
| --------------------------- | ------------------------------------------------ | ---- | ------------------- |
| Der achte Tag               | Evensong                                         | 1967 | Lester del Rey      |
| Experimente                 | Flies                                            | 1967 | Robert Silverberg   |
| Zweimal zum Mond und zurück | The Man Who Went to the Moon – Twice             | 1967 | Howard Rodman       |
| Die Marsianer kommen!       | The Day the Martians Came                        | 1967 | Frederik Pohl       |
| Therapie                    | The Malley System                                | 1967 | Miriam Allen deFord |
| Ein Spielzeug für Juliette  | A Toy for Juliette                               | 1967 | Robert Bloch        |
| Die Stadt am Rande der Welt | The Prowler in the City at the Edge of the World | 1967 | Harlan Ellison      |
| Mein Sohn Randy             | Lord Randy, My Son                               | 1967 | Joe L. Hensley      |
| Nur eine Feuerpause         | Incident in Moderan                              | 1967 | David R. Bunch      |
| Als die Zeit ausbrach       | The Night That All Time Broke Out                | 1967 | Brian W. Aldiss     |
| Flucht in eine andere Welt  | Eutopia                                          | 1967 | Poul Anderson       |
| Mr. Chiens Halluzinationen  | Faith of Our Fathers                             | 1967 | Philip K. Dick      |
| Zerreißprobe                | Test to Destruction                              | 1967 | Keith Laumer        |
| Die letzte Grenze           | Carcinoma Angels                                 | 1967 | Norman Spinrad      |
| Ersatz                      | Ersatz                                           | 1967 | Henry Slesar        |

### Band 34 – Harlan Ellison (Hrsg.):15 Science Fiction Stories II– 1970
Deutsche Ausgabe von Dangerous Visions (1967), einer Anthologie vorher unveröfftlicher Kurzgeschichten, Teil 2.
| Deutscher Titel             | Originaltitel                                                  | Jahr | Autor             |
| --------------------------- | -------------------------------------------------------------- | ---- | ----------------- |
| Kurzer Prozeß               | The Jigsaw Man                                                 | 1967 | Larry Niven       |
| Programmierte Erziehung     | From the Government Printing Office                            | 1967 | Kris Neville      |
| Würfelspiele                | Gonna Roll the Bones                                           | 1967 | Fritz Leiber      |
| Sein letzter Kampf          | Auto-da-Fé                                                     | 1967 | Roger Zelazny     |
| Zu jung, um zu sterben      | Go, Go, Go, Said the Bird                                      | 1967 | Sonya Dorman      |
| Raumfahrer                  | Aye, and Gomorrah…                                             | 1967 | Samuel R. Delany  |
| Erfahrungen eines Reporters | What Happened to Auguste Clarot?                               | 1967 | Larry Eisenberg   |
| Gespräch an der Bar         | Encounter with a Hick                                          | 1967 | Jonathan Brand    |
| Die glückliche Menschheit   | The Happy Breed                                                | 1967 | John T. Sladek    |
| Judas                       | Judas                                                          | 1967 | John Brunner      |
| Der Zirkus                  | The Recognition                                                | 1967 | J. G. Ballard     |
| Heimkehr der Heimatlosen    | Land of the Great Horses                                       | 1967 | R. A. Lafferty    |
| Die Ausgestoßenen           | If All Men Were Brothers, Would You Let One Marry Your Sister? | 1967 | Theodore Sturgeon |
| Das Orakel                  | The Doll-House                                                 | 1967 | James Cross       |
| Wo warst du?                | Shall the Dust Praise Thee?                                    | 1967 | Damon Knight      |

### Band 36 –Kurt Singer(Hrsg.):13 Horror Stories– 1972
Weltberühmte Erzählungen aus dem Unheimlichen
| Deutscher Titel         | Originaltitel            | Jahr | Autor                   |
| ----------------------- | ------------------------ | ---- | ----------------------- |
| Mr. Benedicts Ende      | The Handler              | 1947 | Ray Bradbury            |
| Planet der Ängstlichen  | The Frightened Planet    | 1948 | Sidney Austen           |
| Das einsame Haus        | The House in the Valley  | 1953 | August Derleth          |
| Die Unsichtbaren        | We, the Invisible        | 1938 | Frank Belknap Long, Jr. |
| Fahrt nach Westen       | Death Went That Way      | 1943 | Allison V. Harding      |
| Hexensabbat             | A Question of Etiquette  | 1942 | Robert Bloch            |
| Der Tiger               | The Star Beast           | 1950 | Poul Anderson           |
| Verbrannte Erde         | Secret of the Lightning  | 1949 | H. H. Harmon            |
| Drachenbrut             | The Day of the Dragon    | 1934 | Guy Endore              |
| Im 13. Stock            | The Thirteenth Floor     | 1949 | Frank Gruber            |
| Schlangenbeschwörung    | Repayment                | 1943 | Seabury Quinn           |
| Traumstaub              | Dream-Dust from Mars     | 1938 | Manly Wade Wellman      |
| Der schwarze Prometheus | Black Harvest of Moraine | 1950 | Arthur J. Burks         |
| DNB 730047644           |                          |      |                         |

### Band 37 – Günter M. Schelwokat (Hrsg.):11 Hexen Stories– 1973
Eine Sammlung unheimlicher Geschichten
| Deutscher Titel    | Originaltitel       | Jahr | Autor                  |
| ------------------ | ------------------- | ---- | ---------------------- |
| Bund mit dem Satan | Two for a Bargain   | 1940 | Dorothy Quick          |
| Die Rothaarige     |                     | 1973 | Hans Kneifel           |
| Das Elixier        | The Elixir          | 1942 | Jane Rice              |
| Die krumme Janet   | Thrawn Janet        | 1881 | Robert Louis Stevenson |
| Hexenhammer        |                     | 1973 | Ernst Vlcek            |
| Das Amulett        | The Amulet          | 1959 | Gordon R. Dickson      |
| Das Hexenei        | Hatchery of Dreams  | 1961 | Fritz Leiber           |
| Die Galgenpuppe    |                     | 1973 | Hubert Straßl          |
| Meine Hekate       | My Darling Hecate   | 1953 | Wyman Guin             |
| Nichts ist umsonst | Capital Expenditure | 1953 | Fletcher Pratt         |
| Die Hexe           | The Witch           | 1943 | A. E. van Vogt         |

### Band 38 – James Dickie (Hrsg.):14 Horror Stories– 1973
Deutsche Ausgabe von The Undead (1971). Gänsehaut-Schocker weltberühmter Gruselspezialisten.
| Deutscher Titel                      | Originaltitel               | Jahr | Autor                    |
| ------------------------------------ | --------------------------- | ---- | ------------------------ |
| Vorwort                              | Introduction                | 1971 | James Dickie (ungenannt) |
| Draculas Gast                        | Dracula’s Guest             | 1914 | Bram Stoker              |
| Sarahs Grab                          | The Tomb of Sarah           | 1900 | F. G. Loring             |
| Das geheimnisvolle Turmzimmer        | The Room in the Tower       | 1912 | E. F. Benson             |
| Denn das Blut ist das Leben          | For the Blood Is the Life   | 1905 | F. Marion Crawford       |
| Das Amulett des Grabräubers          | The Hound                   | 1924 | H. P. Lovecraft          |
| Halpin Fraysers Tod                  | The Death of Halpin Frayser | 1891 | Ambroce Bierce           |
| Larlas Bücher                        | Revelations in Black        | 1933 | Carl Jacobi              |
| Die Ruinen von Schloß Faussesflammes | The End of the Story        | 1930 | Clark Ashton Smith       |
| Der Tod der Ilalotha                 | The Death of Ilalotha       | 1937 | Clark Ashton Smith       |
| Das Mädchen vom Hausboot             | The Canal                   | 1927 | Everil Worrell           |
| Immer wenn der Mond schien           | When It Was Moonlight       | 1940 | Manly Wade Wellman       |
| Wie uns ein Vampir besuchte          | The True Story of a Vampire | 1894 | Eric Count Stenbock      |
| Vampire in der Familie               | The Old Man’s Story         | 1933 | Walter Starkie           |
| Die Frau meines Geliebten            |                             | 1973 | Werner Gronwald          |

### Band 40 – Rosemary Timperley (Hrsg.):18 Gespenster Stories– 1974
Deutsche Ausgabe der britischen Anthologie The Sixth Ghost Book (1970). Eine Sammlung gruslig-spannender Geschichten (es sind tatsächlich 19).
| Deutscher Titel                      | Originaltitel                      | Jahr | Autor               |
| ------------------------------------ | ---------------------------------- | ---- | ------------------- |
| Vorwort                              | Introduction                       | 1970 | Rosemary Timperley  |
| Blut lebt weiter                     | The Blood Goes Round               | 1970 | John Elliot         |
| Auch im Dschungel gibt es Geister    | Death of a Ghost                   | 1970 | Avery Taylor        |
| Die Frau in Grau                     | Casualty                           | 1970 | John Burke          |
| Wenn Rosen ihren Duft verlieren      | The Drowned Rose                   | 1970 | George Mackay Brown |
| Auge um Auge…                        | Elsie and Agnes                    | 1970 | Richard Davis       |
| Lauschritt, marsch, marsch!          | Fall in at the Double              | 1970 | L. P. Hartley       |
| In einem Schaltjahr stirbt man nicht | Girl Who Looked Like Barby         | 1970 | Ernest Corbyn       |
| Das Bild des Urgroßvaters            | „I’ll Wait For You“                | 1970 | Shelley Smith       |
| Der Judasscherz                      | The Judas Joke                     | 1970 | Elizabeth Fancett   |
| Tod ist ein Begriff des Menschen     | … No One Ever Comes Here in Winter | 1970 | James Turner        |
| Die lieben Nachbarn                  | Rachel and Simon                   | 1970 | Rosemary Timperley  |
| Drei Tage lang im Jahr…              | The Sale of Midsummer              | 1970 | Joan Aiken          |
| Der ruhelose Soldat                  | The Soldier                        | 1970 | Maggie Ross         |
| Bretter, die das Leben bedeuten      | The Walking Shadow                 | 1970 | Jean Stubbs         |
| Die Lady ohne Rast und Ruh           | Restless Lady                      | 1970 | John Hynam          |
| Der abgeblitzte Geist                | The Swinging Ghost                 | 1970 | Paul Tabori         |
| „Komm, süßer Tod!“                   | The Singer                         | 1970 | Winifred Wilkinson  |
| »John Daneman – verschieden 1454«    | The Shadows of the Living          | 1970 | Ronald Blythe       |
| Geister in der Schwerelosigkeit      | Image in Capsule                   | 1970 | Kit Pedler          |

### Band 41 – Hugh Lamb (Hrsg.):16 Grusel Stories– 1974
Deutscher Auswahlband aus den britischen Anthologien A Tide of Terror (1972) und A Wave of Fear (1973). Raffinierte Schauergeschichten.
| Deutscher Titel                 | Originaltitel                    | Jahr    | Autor              |
| ------------------------------- | -------------------------------- | ------- | ------------------ |
| Vorwort                         | Preface / Editor’s Foreword      | 1972/73 | Hugh Lamb          |
| Spukhäuser                      | Some Haunted Houses              | 1964    | Ambrose Bierce     |
| Der letzte Besitzer             | The Late Occupier                | 1918    | J. D. Beresford    |
| Sein unbezwingbarer Feind       | His Unconquerable Enemy          | 1889    | W. G. Morrow       |
| Der Wunschbrunnen               | The Wishing-Well                 | 1929    | E. F. Benson       |
| Basil Netherby                  | Basil Netherby                   | 1926    | A. C. Benson       |
| Der Reiter                      | The Traveller                    | 1903    | R. H. Benson       |
| Das Zeichen der Spinne (Auszug) | The Sign of the Spider (excerpt) | 1896    | Bertram Mitford    |
| Die Falltür                     | The Trapdoor                     | 1936    | C. D. Heriot       |
| Der Bote des Todes              | The Messenger                    | 1897    | Robert W. Chambers |
| Das Kind                        | The Child                        | 1934    | L. A. Lewis        |
| Das Stahlwerk                   | Hawley Bank Foundry              | 1948    | L. T. C. Rolt      |
| Niemand geht zum Herrenhaus     | Blind Man’s Buff                 | 1929    | H. R. Wakefield    |
| Die entsetzliche Mrs. Greene    | Terrible Mrs. Greene             | 1936    | Frederick Cowles   |
| Der unheimliche Schatten        | Phantom Silhouette               | 1973    | Joy Burnett        |
| Die Gestalt am Strand           | Celui-là                         | 1929    | Eleanor Scott      |
| Im Wachsfigurenkabinett         | Waxworks                         | 1922    | W. L. George       |

### Band 42 – Peter Haining (Hrsg.):12 Okkult Stories– 1974
Deutsche Ausgabe der britischen Anthologie The Magicians: Occult Stories (1972). Eine Sammlung übersinnlicher Geschichten.
Jeder Erzählung ist eine kurze Einführung vom Herausgeber über den jeweiligen Autor vorangestellt.
| Deutscher Titel                            | Originaltitel                                         | Jahr | Autor                  |
| ------------------------------------------ | ----------------------------------------------------- | ---- | ---------------------- |
| Vorwort                                    | Foreword                                              | 1972 | Peter Haining          |
| Einführung                                 | Introduction                                          | 1972 | Colin Wilson           |
| Die Schwarze Messe (Auszug aus Tief unten) | Là-bas : « La Messe du chanoine Docre » (französisch) | 1891 | Joris-Karl Huysmans    |
| Der Magus (Auszug)                         | The Magus (excerpt)                                   | 18?? | Eliphas Levi           |
| Eine geheimnisvolle Geschichte             | A Story of the Mystical                               | 1875 | Madame Blavatsky       |
| Ein Experiment in Nekromantie (Auszug)     | An Experiment In Necromancy (excerpt)                 | 19?? | Aleister Crowley       |
| Rosa Alchemica                             | Rosa Alchemica                                        | 1914 | W. B. Yeats            |
| Seltsame Ereignisse in Clerkenwell         | Strange Occurrence in Clerkenwell                     | 1895 | Arthur Machen          |
| Die Rückkehr des Rituals                   | The Return of the Ritual                              | 1922 | Dion Fortune           |
| Spiel mit dem Feuer                        | Playing with Fire                                     | 1900 | Sir Arthur Conan Doyle |
| Allahs Atem                                | Breath of Allah                                       | 1918 | Sax Rohmer             |
| Luzifer über London                        | Lucifer Over London                                   | 1950 | Lewis Spence           |
| Der Geist des Magiers                      | With Intent to Steal                                  | 1906 | Algernon Blackwood     |
| Der Hexenkult (Auszug)                     | The Witch Cult (excerpt)                              | 19?? | Gerald Gardner         |
| Nachwort                                   | Afterword                                             | 1972 | Peter Haining          |

### Band 43 – Peter Haining (Hrsg.):17 Horror Stories– 1974
Deutsche Ausgabe der britischen Anthologie The Ghouls (1971). Geschichten des Schreckens und der Angst.
| Deutscher Titel                 | Originaltitel                                | Jahr | Autor                  |
| ------------------------------- | -------------------------------------------- | ---- | ---------------------- |
| Vorwort                         | Editor’s Foreword                            | 1971 | Peter Haining          |
| Der Teufel im Kloster           | The Devil in a Nunnery                       | 1914 | Francis Oscar Mann     |
| Rebellion der Irren             | The System of Dr. Tarr and Prof. Fether      | 1845 | Edgar Allan Poe        |
| Die Vogelscheuche               | Feathertop: A Moralized Legend               | 1852 | Nathaniel Hawthorne    |
| Das Phantom der Oper (gekürzt)  | Le Fantôme de l’Opéra (französisch; gekürzt) | 1910 | Gaston Leroux          |
| Der Magiker (Auszug)            | The Magician (Auszug)                        | 1918 | Somerset Maugham       |
| Der grausame Zwerg              | Spurs                                        | 1923 | Tod Robbins            |
| Die Großwildjagd des Generals   | The Most Dangerous Game                      | 1924 | Richard Connell        |
| Das Tribunal der Verdammten     | The Devil and Daniel Webster                 | 1936 | Stephen Vincent Benét  |
| Ein trauriger Job               | The Body Snatcher                            | 1884 | Robert Louis Stevenson |
| Nur eine Hand                   | The Beast with Five Fingers                  | 1919 | W. F. Harvey           |
| Das Monster und das Nebelhorn   | The Fog Horn                                 | 1951 | Ray Bradbury           |
| Die Fliege                      | The Fly                                      | 1957 | George Langelaan       |
| Die dritte Nacht                | Wij (Вий) (russisch)                         | 1964 | Nikolai Gogol          |
| Hinrichtung auf der Brücke      | An Occurrence at Owl Creek Bridge            | 1890 | Ambrose Bierce         |
| Das Ungeheuer aus dem Weltraum  | The Colour Out of Space                      | 1927 | H. P. Lovecraft        |
| Der Schädel des Marquis de Sade | The Skull of the Marquis de Sade             | 1945 | Robert Bloch           |
| Seltsames Reisegepäck           | The Oblong Box                               | 1844 | Edgar Allan Poe        |
| ISBN 3-453-45016-7              |                                              |      |                        |

### Band 45 – Peter Haining (Hrsg.):22 Alptraum Stories– 1975
Deutsche Ausgabe der britischen Anthologie The Nightmare Reader (1973), um drei Geschichten gekürzt. Geschichten des Grauens und der Angst.
| Deutscher Titel                      | Originaltitel                                                | Jahr | Autor                                        |
| ------------------------------------ | ------------------------------------------------------------ | ---- | -------------------------------------------- |
| Vorwort                              | Editor’s Preface                                             | 1973 | Peter Haining                                |
| Einleitung                           | What Hath Light Wrought?                                     | 1973 | Isaac Asimov                                 |
| Die mitternächtliche Umarmung        | The Midnight Embrace                                         | 1796 | Matthew Lewis                                |
| Die Verwandlung                      | The Transformation                                           | 1830 | Mary Shelley                                 |
| Der tapfere Dragoner                 | The Bold Dragoon                                             | 1824 | Washington Irving                            |
| Levana oder die Mütter der Schmerzen | Levana and Our Ladies of Sorrow                              | 1821 | Thomas de Quincey                            |
| Das Prinzip der Natur                | The Magician (auch: The Tale of Kosem Kesamim, the Magician) | 1835 | Sir Edward Bulwer-Lytton                     |
| Die Visionen des Trunkenboldes       | The Drunkard’s Dream                                         | 1838 | Joseph Sheridan Le Fanu                      |
| Im Wasserbecken                      | Ben Blower’s Story (auch: The Man in the Reservoir)          | 1945 | C. F. Hoffman                                |
| Felder des Blutes                    | Haceldama                                                    | 1875 | Lafcadio Hearn                               |
| Die magische Geige                   | The Ensouled Violin                                          | 1892 | Madame Blavatsky                             |
| Traumgefilde                         | Visions of the Night                                         | 1887 | Ambrose Bierce                               |
| Das Gasthaus zur „Soldatenruh“       | The Soldiers’ Rest                                           | 1914 | Arthur Machen                                |
| Der Tauschladen in Maux              | The Bureau d’Echange de Maux                                 | 1915 | Lord Dunsany                                 |
| Der silberne Spiegel                 | The Silver Mirror                                            | 1908 | Sir Arthur Conan Doyle                       |
| Magdalena Blairs Testament           | The Testament of Magdalen Blair                              | 1913 | Aleister Crowley                             |
| Im Internat                          | A School Story                                               | 1911 | M. R. James                                  |
| Das geheimnisvolle Buch              | The Grimoire                                                 | 1936 | Montague Summers                             |
| Der Geistliche                       | The Evil Clergyman                                           | 1939 | H. P. Lovecraft                              |
| Mörder und ihre Opfer                | The Slayers and the Slain                                    | 1949 | August Derleth                               |
| Die wandernde Geschwulst             | The Shifting Growth                                          | 1936 | John Gawsworth (mit Edgar Jepson, ungenannt) |
| Immer wenn die Spinne kam            | Along Came a Spider                                          | 1951 | Algernon Blackwood                           |
| Der Kopfjäger                        | The Head Hunter (auch: Head Man)                             | 1950 | Robert Bloch                                 |
| Visionen einer Zukunft               | The Curse                                                    | 1946 | Arthur C. Clarke                             |

### Band 46 – Dorothy Tomlinson (Hrsg.):13 Geister Stories– 1975
Deutsche Ausgabe der US-Anthologie Walk in Dread: Twelve Classic Eerie Tales (1972), um eine Geschichte erweitert. Gruselige Spukgeschichten aus dem alten England.
| Deutscher Titel                        | Originaltitel                                           | Jahr | Autor                    |
| -------------------------------------- | ------------------------------------------------------- | ---- | ------------------------ |
| Einführung                             | Introduction                                            | 1972 | Dorothy Tomlinson        |
| Der Heilige und der Vikar              | The Saint and the Vicar                                 | 1935 | Cecil Binney             |
| Das Zimmer mit den Wandbehängen        | The Tapestried Chamber                                  | 1828 | Sir Walter Scott         |
| Die Geschichte der alten Kinderfrau    | The Old Nurse’s Story                                   | 1852 | Mrs. Gaskell             |
| Heimsucher und Heimgesuchte            | The Haunted and the Haunters or The House and the Brain | 1859 | Sir Edward Bulwer-Lytton |
| …erst sehr viel später…                | Afterward                                               | 1910 | Edith Wharton            |
| Der Geist von Puy Verdun               | Eveline’s Visitant                                      | 1867 | Miss Braddon             |
| Mann über Bord                         | Man Overboard!                                          | 1903 | F. Marion Crawford       |
| Die Sühne                              | Expiation                                               | 1923 | E. F. Benson             |
| Der Mann, der zu Tode geängstigt wurde | The Woman’s Ghost Story                                 | 1907 | Algernon Blackwood       |
| Die alte Abtei                         | Thurnley Abbey                                          | 1907 | Percival Landon          |
| Das Bibliotheksfenster                 | The Library Window                                      | 1896 | Mrs. Oliphant            |
| Die Frau aus dem Traum                 | The Dream-Woman                                         | 1874 | William Wilkie Collins   |
| John Charringtons Hochzeit             | John Charrington’s Wedding                              | 1964 | Evelyn Nesbit            |

### Band 47 – Peter Haining (Hrsg.):15 Satan Stories– 1975
Deutsche Ausgabe der britischen Anthologie The Satanists (1969), um sechs Geschichten erweitert. Unheimliche Geschichten über und mit dem Teufel.
| Deutscher Titel                               | Originaltitel                                  | Jahr | Autor                  |
| --------------------------------------------- | ---------------------------------------------- | ---- | ---------------------- |
| Satanskult heute – die Tatsachen (Essay)      | Modern Satanism – The Facts                    | 1969 | Peter Haining          |
| Schwarze Messen (Essay, Auszug)               | The Satanic Mass (Essay, excerpt)              | 1946 | Montague Summers       |
| Der Tempel des Bösen                          | The Sanctuary                                  | 1934 | E. F. Benson           |
| Hexensabbat                                   | A Question of Etiquette                        | 1942 | Robert Bloch           |
| Mit Hexen verwandt                            | Ancient Sorceries                              | 1908 | Algernon Blackwood     |
| Das Tribunal der Verdammten                   | The Devil and Daniel Webster                   | 1936 | Stephen Vincent Benét  |
| Teufels-Weihnacht                             | The Festival                                   | 1925 | H. P. Lovecraft        |
| Des Teufels Statthalter                       | The Watcher from the Sky                       | 1945 | August Derleth         |
| Der Teufel von Maniara                        | The Devil of Maniara                           | 1933 | Douglas Leach          |
| Der Schwarze Magier (Auszug aus The Satanist) | The Black Magician (Excerpt from The Satanist) | 1960 | Dennis Wheatley        |
| Die Initiation                                | The Initiation                                 | 1969 | Aleister Crowley       |
| Luzifer über London                           | Lucifer Over London                            | 1950 | Lewis Spence           |
| Das Buch ohne Ende                            | The Book                                       | 1930 | Margaret Irwin         |
| Der Teufel im Kloster                         | The Devil in a Nunnery                         | 1914 | Francis Oscar Mann     |
| Die Wand aus Finsternis                       | No News Today                                  | 1941 | Cleve Cartmill         |
| Die krumme Janet                              | Thrawn Janet                                   | 1881 | Robert Louis Stevenson |
| Höllenbrut                                    | Spawn of the Dark One (auch: Sweet Sixteen)    | 1958 | Robert Bloch           |

### Band 49 – Manfred Kluge (Hrsg.):17 Horror Stories– 1976
Geschichten des Grauens und der Furcht.
| Deutscher Titel                     | Originaltitel                                 | Jahr | Autor                     |
| ----------------------------------- | --------------------------------------------- | ---- | ------------------------- |
| Vorwort                             |                                               | 1976 | Manfred Kluge             |
| Das Ding auf der Schwelle           | The Thing on the Doorstep                     | 1937 | Howard Phillips Lovecraft |
| Der Vampir (auch: Vampirismus)      |                                               | 1821 | E. T. A. Hoffmann         |
| Wassergrube und Pendel              | The Pit and the Pendulum                      | 1842 | E. A. Poe                 |
| Das Geheimnis des wachsenden Goldes | The Secret of the Growing Gold                | 1892 | Bram Stoker               |
| Der Totenkopf                       |                                               | 1811 | Friedrich Laun            |
| Das Brandmal                        | King of the Castle                            | 1966 | Charles Birkin            |
| Eine Schreckensnacht                | Straschnaja notsch (Страшная ночь) (russisch) | 1884 | Anton P. Tschechow        |
| Der Käfig                           | The Cage                                      | 1959 | Ray Russell               |
| Die Spinne                          |                                               | 1908 | Hanns Heinz Ewers         |
| Die Bestien von Barsac              | The Beasts of Barsac                          | 1944 | Robert Bloch              |
| Das grüne Scheusal                  | Le Monstre vert (französisch)                 | 1849 | Gérard de Nerval          |
| Teichlandschaft mit Erlen und Weide | Genius Loci                                   | 1933 | Clark Ashton Smith        |
| Visionen                            | Prisraki (Призраки) (russisch)                | 1864 | Iwan S. Turgenjew         |
| Die Anderen                         |                                               | 1970 | Wolfgang Jeschke          |
| Die tote Geliebte                   | La Morte amoureuse (französisch)              | 1836 | Théophile Gautier         |
| Das Kreuz des Teufels               | La cruz del diablo (spanisch)                 | 1860 | Gustavo Adolfo Bécquer    |
| Die Leichenfrauen                   | Les Embaumeuses (französisch)                 | 1891 | Marcel Schwob             |

### Band 50 – Manfred Kluge (Hrsg.):13 PSI Stories– 1976
Geschichten aus dem Reich des Übersinnlichen.
| Deutscher Titel                 | Originaltitel                  | Jahr | Autor              |
| ------------------------------- | ------------------------------ | ---- | ------------------ |
| Vorwort                         |                                | 1976 | Manfred Kluge      |
| Der Schrecken von Dunwich       | The Dunwich Horror             | 1929 | H. P. Lovecraft    |
| In den Bergen                   | A Tale of the Ragged Mountains | 1844 | Edgar Allan Poe    |
| Was war es?                     | What Was It?                   | 1859 | Fitz-James O’Brien |
| Der Zauberkünstler              | L’illusionista (italienisch)   | 1962 | Dino Buzzati       |
| Die letzte Sitzung              | The Last Séance                | 1926 | Agatha Christie    |
| Der telepathische Mord          | Oreste                         | 1961 | Henry Shultz       |
| Der unheimliche Gast            |                                | 1819 | E. T. A. Hoffmann  |
| Der Doppelgänger                | Crooken Sands                  | 1894 | Bram Stoker        |
| Der vierte Zeitsinn             | The Fourth Tense of Time       | 1970 | Albert Teichner    |
| Das tödliche gelbe Zeichen      | The Yellow Sign                | 1895 | Robert W. Chambers |
| Lord Arthurs Verbrechen         | Lord Arthur Savile’s Crime     | 1887 | Oscar Wilde        |
| Der zuständige Geist            | The Proper Spirit              | 1957 | Robert Bloch       |
| Die Pflanzen des Dr. Cinderella |                                | 1905 | Gustav Meyrink     |

### Band 51 – Manfred Kluge (Hrsg.):15 Katastrophen Stories– 1976
Geschichten, die einem den Atem verschlagen.
| Deutscher Titel                                                      | Originaltitel                                                                                               | Jahr | Autor                 |
| -------------------------------------------------------------------- | --- | ---- | --------------------- |
| Vorwort                                                              | | 1976 | Manfred Kluge         |
| Taifun                                                               | Typhoon | 1902 | Joseph Conrad         |
| Unglück der Stadt Leiden                                             | | 1811 | Johann Peter Hebel    |
| Das große Beben                                                      | A Slight Miscalculation                                                                                     | 1971 | Ben Bova              |
| Die Hölle von San Francisco                                          | | 1906 | Julius Frank          |
| Das Erdbeben in Chili                                                | | 1807 | Heinrich von Kleist   |
| Ein Vulkanausbruch                                                   | Crónica de la provincia peruana del orden de los ermitaños de S. Augustin, nuestro padre (Auszug; spanisch) | 1657 | Bernardo de Torres    |
| Der letzte Tag von Pompeji (Auszug aus Die letzten Tage von Pompeji) | The Last Days of Pompeii (excerpt)                                                                          | 1834 | Edward Bulwer-Lytton  |
| Die vorzügliche Kaffeemaschine                                       | | 1914 | Hermann Harry Schmitz |
| Der grüne Schnee                                                     | The Green Snow                                                                                              | 1966 | Miriam Allen deFord   |
| Der Untergang der »Cosmos« (Auszug aus Das blaue Band)               | | 1938 | Bernhard Kellermann   |
| Die Kuh                                                              | | 1849 | Friedrich Hebbel      |
| Die Vögel                                                            | The Birds                                                                                                   | 1952 | Daphne du Maurier     |
| Der Gletscher (Auszug aus Bergschlacht)                              | Batailles dans la montagne (extrait; französisch)                                                           | 1937 | Jean Giono            |
| Lemminge                                                             | Lemmings | 1958 | Richard Matheson      |
| Die letzte Morgenröte                                                | The Last Dawn                                                                                               | 1906 | Frank Lillie Pollock  |

### Band 53 – Manfred Kluge (Hrsg.):18 Gänsehaut Stories– 1976
Geschichten des Grauens und der Angst.
| Deutscher Titel                                                                       | Originaltitel                                                           | Jahr | Autor                                                   |
| ------------------------------------------------------------------------------------- | ----------------------------------------------------------------------- | ---- | ------------------------------------------------------- |
| Vorwort                                                                               |                                                                         | 1976 | Manfred Kluge                                           |
| Die Spuk-Insel                                                                        | A Haunted Island                                                        | 1899 | Algernon Blackwood                                      |
| Die Zaubernacht in den Hochlanden                                                     | L’Œil sans paupière (französisch)                                       | 1832 | Philarète Chasles (hier Honoré de Balzac zugeschrieben) |
| Der Fall Chugoro                                                                      | The Story of Chūgorō                                                    | 1902 | Lafcadio Hearn                                          |
| Jeanettes Hände                                                                       | Jeannette’s Hands                                                       | 1973 | Philip Latham                                           |
| Die Geschichte vom schläfrigen Tal                                                    | The Legend of Sleepy Hollow                                             | 1819 | Washington Irving                                       |
| Das Seegespenst (Auszug aus Der Hellseher oder Bilder aus Norwegen)                   | Den Fremsynte eller Billeder fra Nordland (Auszug; norwegisch)          | 1870 | Jonas Lie                                               |
| Die Johannisnacht                                                                     | Wetscher nakanune Iwana Kupala (Вечер накануне Ивана Купала) (russisch) | 1830 | Nikolaj Gogol                                           |
| Die Angst                                                                             | La Peur (französisch)                                                   | 1882 | Guy de Maupassant                                       |
| Folter durch Hoffnung                                                                 | La Torture par l’espérance (französisch)                                | 1883 | Villiers de L’Isle-Adam                                 |
| Der schwarze Kater                                                                    | The Black Cat                                                           | 1843 | Edgar Allan Poe                                         |
| In der Gruft                                                                          | In the Vault                                                            | 1925 | H. P. Lovecraft                                         |
| Das unersättliche Haus                                                                | The Hungry House                                                        | 1951 | Robert Bloch                                            |
| Die Katze, der Gerichtsdiener und das Skelett                                         | Le Chat, l’huissier et le squelette (französisch)                       | 1849 | Alexandre Dumas                                         |
| Spuk im Klub                                                                          | The Inexperienced Ghost                                                 | 1902 | H. G. Wells                                             |
| Sareva, meine Hexe                                                                    | Sareva: In Memoriam                                                     | 1973 | Andrew J. Offutt                                        |
| Die Dämonin                                                                           | Trade-In                                                                | 1964 | Jack Sharkey                                            |
| Die Witwe vom Belgrave Square                                                         | (nicht bekannt)                                                         | 1976 | Lewis Hammond                                           |
| Vampir zu sein dagegen sehr… (Auszug aus Varney, der Vampir oder das Fest des Blutes) | Varney the Vampyre or, The Feast of Blood (excerpt)                     | 1845 | J. M. Rymer (mit Thomas Peckett Prest, ungenannt)       |

### Band 54 – Manfred Kluge (Hrsg.):17 Mörder Stories– 1977
| Deutscher Titel                                                                         | Originaltitel | Jahr    | Autor                            |
| --------------------------------------------------------------------------------------- | --- | ------- | -------------------------------- |
| Statt eines Vorworts: Der Mord als eine schöne Kunst betrachtet                         | Murder Considered as One of the Fine Arts | 1827    | Thomas De Quincey                |
| Geschichte der Marquise von Brinvillier                                                 | Marie Marguerite d’Aubray, Marquise de Brinvillier, convaincue d’avoir empoisonné son père et ses deux frères, et d’avoir attenté à la vie de sa sœur (extrait; französisch) | 1747    | François Gayot de Pitaval        |
| Das Fräulein von Scuderi                                                                | | 1832    | E. T. A. Hoffmann                |
| Die Giftmischerin von Bremen (auch: Gesche Margaretha Gottfried)                        | | 1842    | Willibald Alexis                 |
| Eine Vendetta                                                                           | Un bandit corse (französisch) | 1882    | Guy de Maupassant                |
| Das Verbrechen (Auszug aus Die Philosophie im Boudoir oder Die lasterhaften Lehrmeiste) | La Philosophie dans le boudoir, ou Les Instituteurs immoraux (extrait; französisch)                                                                                          | 1819    | Marquis de Sade                  |
| Mein Lieblingsmord                                                                      | My Favorite Murder | 1916    | Ambroce Bierce                   |
| Das verräterische Herz                                                                  | The Tell-Tale Heart | 1843    | Edgar Allan Poe                  |
| Die Killer                                                                              | The Killers | 1927    | Ernest Hemingway                 |
| Jetzt aber, wo ich erwacht bin…                                                         | unbekannt (russisch) | 1908(?) | Valerij Brjussow                 |
| In der guten alten Schwarzmarktzeit                                                     | unbekannt (französisch) | 19??    | Pierre Boileau & Thomas Narcejac |
| Es kann der Schlimmste nicht in Ruhe morden                                             | unbekannt | 19??    | Joseph Commings                  |
| Kain und Abel                                                                           | Night School | 1959    | Robert Bloch                     |
| Das Schwert des Laertes                                                                 | The Sword of Laertes | 1959    | Ray Russell                      |
| Der Tunnel                                                                              | The Tunnel | 1967    | Raymond Harvey                   |
| Lächeln, bitte…!                                                                        | Smile Please | 1968    | Raymond Williams                 |
| Die Menschenjäger                                                                       | The Body Hunters | 1959    | Paul W. Fairman                  |
| Hand in Hand                                                                            | Hand in Hand | 1964    | M. S. Wadell                     |

### Band 57 – Manfred Kluge (Hrsg.):14 Vampir Stories– 1978
Klassische und moderne Geschichten von Blut- und Menschensaugern.
| Deutscher Titel | Originaltitel                                       | Jahr | Autor                                             |
| --- | --------------------------------------------------- | ---- | ------------------------------------------------- |
| Über Vampire und Vampirismus nebst einem Plädoyer für ein besseres Verständnis zwischen Mensch und Vampir (Auszug aus Draculas Tochter) | Dracutwig (excerpt)                                 | 1969 | Mallory T. Knight                                 |
| Der Vampir | The Vampyre: A Tale                                 | 1819 | John William Polidori                             |
| Vampirismus (auch: Der Vampir) |                                                     | 1821 | E. T. A. Hoffmann                                 |
| Ligeia | Ligeia                                              | 1838 | Edgar Allan Poe                                   |
| Vera | Véra (französisch)                                  | 1874 | Villiers de l’Isle-Adam                           |
| Die Nacht im Knochenhaus (Auszug aus Varney, der Vampir oder das Fest des Blutes)                                                       | Varney the Vampyre or, The Feast of Blood (excerpt) | 1845 | J. M. Rymer (mit Thomas Peckett Prest, ungenannt) |
| Lokis | Lokis                                               | 1869 | Prosper Mérimée                                   |
| Mrs. Lunt | Mrs. Lunt                                           | 1926 | Hugh Walpole                                      |
| Maskerade | Masquerade                                          | 1942 | Henry Kuttner                                     |
| Durst | Thirst                                              | 1972 | Gerald W. Page                                    |
| Das Grauen auf dem Friedhof | The Graveyard Horror                                | 1941 | Thorp McClusky                                    |
| James Bradleys Vampir | The Bradley Vampire                                 | 1951 | Roger M. Thomas                                   |
| Es gibt keine Vampire | No Such Thing as a Vampire                          | 1959 | Richard Matheson                                  |
| Geisterbeschwörung | Specialization                                      | 1971 | Gary Jennings                                     |
| Vater und sein Vampir | Father’s Vampire                                    | 1952 | Len J. Moffatt & Alvin Taylor                     |

### Band 58 – Manfred Kluge (Hrsg.):15 Spuk Stories– 1978
Klassische und moderne Geschichten aus der Geisterwelt.
| Deutscher Titel                            | Originaltitel                           | Jahr | Autor                           |
| ------------------------------------------ | --------------------------------------- | ---- | ------------------------------- |
| Vorwort                                    |                                         | 1978 | Manfred Kluge                   |
| Ultor de Lacy. Die Legende von Capercullen | Ultor de Lacy: A Legend of Cappercullen | 1861 | Joseph Sheridan Le Fanu         |
| Die Erscheinung                            | Apparition (französisch)                | 1883 | Guy de Maupassant               |
| Das Gespenst                               | Priwidenye (Привидение) (russisch)      | 1838 | Wladimir Odojewski              |
| Das Haus des Richters                      | The Judge’s House                       | 1891 | Bram Stoker                     |
| Der rote Vorhang                           | Le Rideau cramoisi (französisch)        | 1874 | Jules Amédée Barbey d’Aurevilly |
| Das Miserere                               | El misererer (spanisch)                 | 1862 | Gustavo Adolfo Bécquer          |
| Germelshausen                              |                                         | 1860 | Friedrich Gerstäcker            |
| Verlockender Schnee                        | The Glamour of the Snow                 | 1911 | Algernon Blackwood              |
| Der Untergang der Carnatic                 |                                         | 1902 | A. J. Mordtmann                 |
| Ein geheimnisvolles Telegramm              |                                         | 1901 | Hans Esch                       |
| Ein Grab zu wenig                          | One Grave too Few                       | 1952 | Cynthia Asquith                 |
| Wie Pupenec zu seinem Glück kam            | unbekannt (tschechisch)                 | 1966 | Karel Michal                    |
| Der Windgott                               | Born of the Winds                       | 1975 | Brian Lumley                    |
| Anancy und der Geisterkampf                | Anancy and the Ghost Wrestlers          | 1973 | Andrew Salkey                   |
| Das Spukhaus                               | Breakaway House                         | 1965 | Ron Goulart                     |

### Band 59 – Manfred Kluge (Hrsg.):17 Dämonen Stories– 1978
Schaurige Geschichten aus dem Zwischenreich.
| Deutscher Titel                               | Originaltitel                                         | Jahr | Autor                       |
| --------------------------------------------- | ----------------------------------------------------- | ---- | --------------------------- |
| Aus dem Hexenhammer – als Einführung zu lesen | Malleus maleficarum (Auszug; lateinisch)              | 1486 | Heinrich Kramer (ungenannt) |
| Die Maske des Roten Todes                     | The Mask of the Red Death                             | 1842 | Edgar Allen Poe             |
| Die Mamaloi                                   |                                                       | 1907 | Hanns Heinz Ewers           |
| Der Succubus                                  | Le Succube (französisch)                              | 1837 | Honoré de Balzac            |
| Der dunkle Alptraum                           | The Haunter of the Dark                               | 1936 | H. P. Lovecraft             |
| Der verhexte Ort                              | Sakoldowannoje mesto (Заколдованное место) (russisch) | 1832 | Nicolaj Gogol               |
| Der Zanoni-Kult (Auszug aus Zanoni)           | The Cult of Zanoni (excerpt from Zanoni)              | 1842 | Edward Bulwer Lytton        |
| Die Höhle von Steenfoll                       |                                                       | 1827 | Wilhelm Hauff               |
| Nächtliche Gesellschaft                       | unbekannt (chinesisch)                                | 17?? | Liao-Chai (蒲松龄)          |
| Mutter der Schlangen                          | Mother of Serpents                                    | 1936 | Robert Bloch                |
| Der Teufel holt dich immer                    | In the Calendar of Saints                             | 1964 | Leonard Tushnet             |
| Der Dämon der Stadt                           | The Hound                                             | 1942 | Fritz Leiber                |
| Wölfe weinen nicht                            | Wolves Don’t Cry                                      | 1954 | Bruce Elliott               |
| Jeder Dämon hat seinen Preis                  | Price of a Demon                                      | 1972 | Gary Brandner               |
| Die Zaubergöttin Lin                          |                                                       | 1978 | Werner Gronwald             |
| Der Verfluchte                                | Over the River                                        | 1941 | P. Schuyler Miller          |
| Mrs. Ackenbaugh und der Teufel                | The Devil and Mrs. Ackenbaugh                         | 1958 | Leslie Jones                |
| Vampir auf spanisch                           | Spanish Vampire                                       | 1939 | E. Hoffmann Price           |
| ISBN 978-3-453-45032-5                        |                                                       |      |                             |

### Band 60 – Ellery Queen (Hrsg.):12 Kriminal Stories– 1978
- ISBN 978-3-453-45021-9

### Band 61 – Manfred Kluge (Hrsg.):18 Geister Stories– 1978
Schaurige Geschichten von klassischen und modernen Gespenstern.
| Deutscher Titel              | Originaltitel                          | Jahr | Autor                   |
| ---------------------------- | -------------------------------------- | ---- | ----------------------- |
| Vorwort                      |                                        | 1875 | Heinrich Seidel         |
| Laertes                      |                                        | 1907 | Karl Hans Strobl        |
| Vier Geister in Hamlet       | Four Ghosts in Hamlet                  | 1965 | Fritz Leiber            |
| Das arme alte Gespenst       |                                        | 1875 | Heinrich Seidel         |
| Die Klausenburg              |                                        | 1837 | Ludwig Tieck            |
| Der Geisterberg              | El monte de las ánimas (spanisch)      | 1861 | Gustav Adolf Becquer    |
| Gäste zur Nacht              | Grabowschtschik (Гробовщик) (russisch) | 1831 | Alexander Puschkin      |
| Der schwarze Schleier        | The Black Veil                         | 1836 | Charles Dickens         |
| Das weiße Tier               |                                        | 1904 | Georg von der Gabelentz |
| Das geheimnisvolle Telegramm |                                        | 1901 | Anonymus                |
| Der geraubte Arm             | Et eventyr fra Regensen (dänisch)      | 1872 | Vilhelm Bergsöe         |
| Die Nacht von Pentonville    | La Nuit de Pentonville (französisch)   | 1947 | Jean Ray                |
| Das Gespenst                 | Et spøkelse (norwegisch)               | 1898 | Knut Hamsun             |
| Der Geist                    | Un fantôme (französisch)               | 1903 | Frédéric Boutet         |
| Die Kleinodien des Tormento  |                                        | 1905 | Paul Busson             |
| Altersstarrsinn              | A Case of the Stubborns                | 1976 | Robert Bloch            |
| Der Spuk von Rammin          |                                        | 1901 | Hanns Heinz Ewers       |
| Reitet, Colonel!             | Ride, Colonel, Ride!                   | 1976 | Mary-Carter Roberts     |
| Die Stimme aus dem Jenseits  |                                        | 1978 | Werner Gronwald         |
| ISBN 978-3-453-45034-9       |                                        |      |                         |

### Band 62 – Manfred Kluge (Hrsg.):22 Panik Stories– 1979
Klassische und moderne Geschichten des Grauens.
| Deutscher Titel                                       | Originaltitel                                       | Jahr | Autor                                               |
| ----------------------------------------------------- | --------------------------------------------------- | ---- | --------------------------------------------------- |
| Die Würgemaschine                                     | La Machine à étrangler (französisch)                | 1976 | Pierre Bellemare                                    |
| Eine Schreckensnacht                                  | A Night of Horror                                   | 1899 | Dick Donovan                                        |
| Das Hohnlachen der Toten                              | Nasmeschka mertveza (Насмешка мертвеца) (russisch)  | 1834 | Wladimir Odojewski                                  |
| Die Squaw                                             | The Squaw                                           | 1893 | Bram Stoker                                         |
| Das Geheimnis des Schafotts                           | Le Secret de l’échafaud (französisch)               | 1883 | Villiers de l’Isle-Adam                             |
| Der Kopf                                              |                                                     | 1901 | Karl Hans Strobl                                    |
| Die Scheintoten                                       | The Premature Burial                                | 1844 | Edgar Allan Poe                                     |
| Vetter Passeroux                                      | Le Cousin Passeroux (französisch)                   | 1947 | Jean Ray                                            |
| Der Kriminalrichter                                   | Le Ministère Public (französisch)                   | 1832 | Charles Rabou (hier Honoré de Balzac zugeschrieben) |
| Das Blaue Zimmer                                      | La Chambre bleue (französisch)                      | 1866 | Prosper Mérimée                                     |
| Auf der Spur                                          | Na tropie (polnisch)                                | 1922 | Stefan Grabiński                                    |
| Kühle Luft                                            | Cool Air                                            | 1928 | H. P. Lovecraft                                     |
| Mutters Hand                                          |                                                     | 1978 | Diethard van Heese                                  |
| Wer weiß                                              | Qui sait ? (französisch)                            | 1890 | Guy de Maupassant                                   |
| Der Untergang                                         |                                                     | 1904 | Gustav Meyrink                                      |
| Exekution auf der Owl-Creek-Brücke                    | An Occurrence at Owl Creek Bridge                   | 1890 | Ambrose Bierce                                      |
| Der schwarze Wolfshund                                |                                                     | 1979 | Werner Gronwald                                     |
| Sylvesters Rache                                      | Sylvester’s Revenge                                 | 1975 | Vance Aandahl                                       |
| Der Blinddarm – ein Fluch!                            |                                                     | 1911 | Hermann Harry Schmitz                               |
| Der Zauberlehrling                                    | The Sorcerer’s Apprentice                           | 1949 | Robert Bloch                                        |
| Im Wasserbecken                                       | Ben Blower’s Story (auch: The Man in the Reservoir) | 1842 | C. F. Hoffman                                       |
| Im Kloster Sainte-Marie-des-Bois (Auszug aus Justine) | Justine (extrait; französisch)                      | 1797 | Marquis de Sade                                     |
| ISBN 978-3-453-45035-6                                |                                                     |      |                                                     |